# Castellana Sicula
Castellana Sicula is een gemeente in de Italiaanse provincie Palermo (regio Sicilië) en telt 3738 inwoners (31-12-2004). De oppervlakte bedraagt 72,6 km², de bevolkingsdichtheid is 51 inwoners per km².
De volgende frazioni maken deel uit van de gemeente: Calcarelli en Nociazzi.

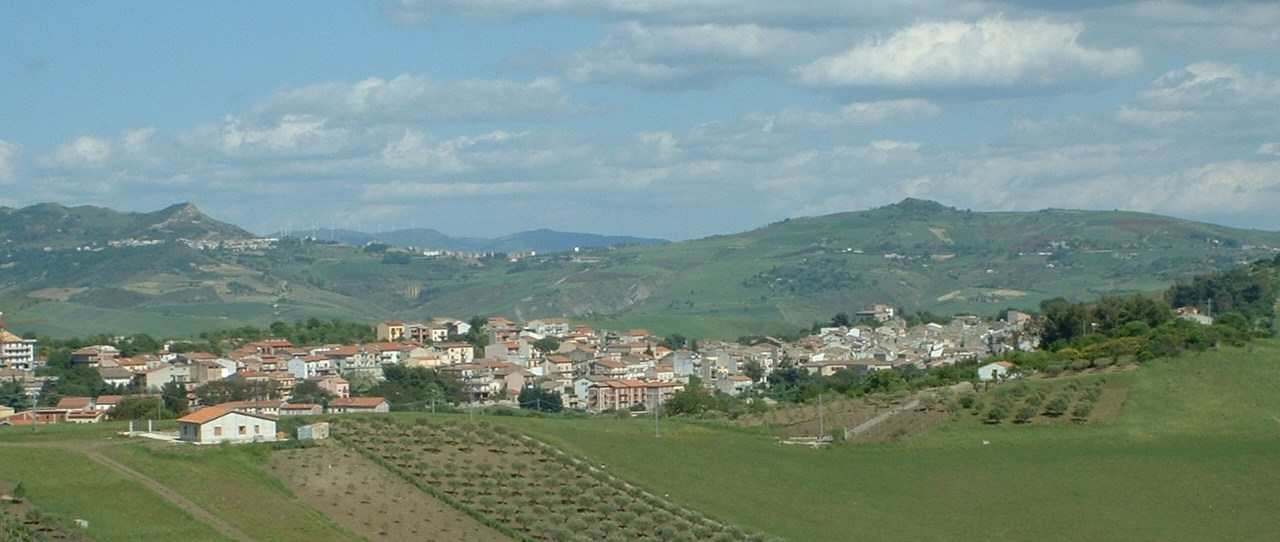
Castellana Sicula

## Demografie
Castellana Sicula telt ongeveer 1465 huishoudens. Het aantal inwoners daalde in de periode 1991-2001 met 7,9% volgens cijfers uit de tienjaarlijkse volkstellingen van ISTAT.
| Jaar | Inwoneraantal |
| ---- | ------------- |
| 1991 | 4164          |
| 2001 | 3833          |

## Geografie
Castellana Sicula grenst aan de volgende gemeenten: Petralia Sottana, Polizzi Generosa, Villalba (CL).